# Puszkari (rejon nowogrodzki)
Puszkari (ukr. Пушкарі) – wieś na Ukrainie, w obwodzie czernihowskim, w rejonie nowogrodzkim, w hromadzie Nowogród Siewierski. W 2001 liczyła 376 mieszkańców.